# Élections législatives micronésiennes de 2025
Les élections législatives micronésiennes de 2025 se tiennent aux États fédérés de Micronésie le 4 mars 2025 afin de renouveler pour deux ans dix des quatorze sièges du Congrès, le parlement fédéral monocaméral.

## Système politique et électoral
Les États fédérés de Micronésie sont une république fédérale et une démocratie parlementaire. Ayant obtenu leur indépendance vis-à-vis des États-Unis d'Amérique en 1986, ils ont conservé un modèle politique partiellement inspiré par les institutions fédérales américaines. Le Congrès, le corps législatif, compte quatorze membres. Dix d'entre eux sont élus tous les deux ans au scrutin uninominal majoritaire à un tour pour représenter les dix circonscriptions électorales uninominales que compte le pays. Les quatre autres, appelés « sénateurs », représentent chacun l'un des quatre États de la fédération : Yap, Chuuk, Pohnpei et Kosrae, et sont élus tous les quatre ans. Le scrutin de 2025 ne concerne pas ces quatre représentants fédéraux, élus en 2023.
Le nouveau Congrès procède ensuite à l'élection du président de la République parmi les quatre sénateurs fédéraux. Bien que les sièges des sénateurs ne soient pas renouvelés en 2025, le président Wesley Simina devra conserver la confiance de la nouvelle assemblée issue de ces élections, afin de conserver la présidence de la République.
Il n'existe pas de partis politiques ; tous les candidats se présentent donc en indépendant.

## Résultats
Dans cinq des dix circonscriptions, le député sortant est le seul candidat. Les citoyens sont néanmoins invités à voter dans toutes les circonscriptions, mais le taux de participation est faible - allant de 17 % à Kosrae, où il y a un seul candidat dans l'unique circonscription de l'État, à 32 % à Chuuk, où seules deux des cinq circonscriptions voient s'affronter plusieurs candidats. Le taux de participation est faible également à Yap (31 %), où les électeurs ont pourtant le choix entre quatre candidats dans leur unique circonscription, et à Pohnpei (26 %), où deux des trois circonscriptions voient plusieurs candidats s'affronter.
Neuf des dix députés sortants se représentent, et huit d'entre eux sont réélus. Le seul député sortant battu est Quincy Lawrence, battu de peu dans la 2e circonscription de Pohnpei par Jermy Mudong. Dans l'unique circonscription de Yap, où il n'y a pas de sortant, Andy Choor est largement élu avec 75,4 % des voix face à trois adversaires.
| État    | Circonscription | Candidats              | Voix  | %     | Notes                  |
| ------- | --------------- | ---------------------- | ----- | ----- | ---------------------- |
| Chuuk   | District 1      | Julio M. Marar         | 2 192 | 53,26 | Réélu                  |
| Chuuk   | District 1      | Alfred Ansin           | 1 924 | 46,74 |                        |
| Chuuk   | District 2      | Victor Gouland         | 3 238 | 84,21 | Réélu                  |
| Chuuk   | District 2      | Curtis K. Sos          | 607   | 15,76 |                        |
| Chuuk   | District 3      | Perpetua Sappa Konman  | 4 573 | 100   | Réélue sans opposition |
| Chuuk   | District 4      | Tiwiter Aritos         | 4 015 | 100   | Réélu sans opposition  |
| Chuuk   | District 5      | Robson U. Romolow      | 974   | 100   | Réélu sans opposition  |
|         |                 |                        |       |       |                        |
| Kosrae  | District 1      | Johnson A. Asher       | 1 292 | 100   | Réélu sans opposition  |
|         |                 |                        |       |       |                        |
| Pohnpei | District 1      | Merlynn Abello-Alfonso | 1 766 | 55,46 | Réélue                 |
| Pohnpei | District 1      | Jayson Walter          | 709   | 22,27 |                        |
| Pohnpei | District 1      | Marcelo K. Peterson    | 709   | 22,27 |                        |
| Pohnpei | District 2      | Jermy W. Mudong        | 1 766 | 37,72 | Élu                    |
| Pohnpei | District 2      | Quincy Lawrence        | 1 436 | 35,77 | Sortant battu          |
| Pohnpei | District 2      | Welson Panuel          | 1 064 | 26,51 |                        |
| Pohnpei | District 3      | Esmond Moses           | 1 537 | 100   | Réélu sans opposition  |
|         |                 |                        |       |       |                        |
| Yap     | District 1      | Andy Choor             | 2 438 | 75,36 | Élu                    |
| Yap     | District 1      | Victor Nabeyan         | 536   | 16,57 |                        |
| Yap     | District 1      | Alexander Tretnoff     | 216   | 6,68  |                        |
| Yap     | District 1      | Fidelis Thiyer-Fanoway | 45    | 1,39  |                        |